# 約翰斯鎮區 (愛荷華州阿珀努斯縣)
約翰斯鎮區（英語：Johns Township）是位於美國愛荷華州阿珀努斯縣的一個行政鎮區。

## 地方資料
根據2010年美國人口普查的數據，約翰斯鎮區的面積為93.88平方千米，當中陸地面積為93.75平方千米，而水域面積為0.13平方千米。當地共有人口287人，而人口密度為每平方千米3.06人。